# Гранхольм, Бруно Фердинанд
Бру́но Фердина́нд Гра́нхольм (швед. Bruno Ferdinand Granholm; 14 мая 1857 года, Мёрском, Великое княжество Финляндское, Российская империя — 29 сентября 1930 года, Хельсинки, Финляндия) — финский архитектор, построивший ряд зданий вокзалов на Финляндской железной дороге, среди них здания в стиле «национального романтизма» в Терийоки и Раяйоки (1917), а также на станциях Ланская (1910), Удельная (1915), Озерки (1902), Шувалово (1898), Парголово (1906), Левашово (1908), здание товарной станции в Выборге (1899).

## Биография
Бруно Гранхольм родился 14 мая 1857 года в Мёрскоме близ города Ловийса в Великом княжестве Финляндском. Он учился в местной школе, затем в средней школе в Порвоо. С 1872 по 1882 год обучался в Политехническом училище в Гельсингфорсе. Во время учёбы он проходил стажировку у известного архитектора Теодора Хёйера (основателя стиля финской эклектики), а затем у Теодора Декера и Франса Анатолия Шёстрёма. Кроме того, он проходил практику в железнодорожных мастерских, что определило его будущие интересы.
После окончания училища по курсу строительной архитектуры он до 1892 года работал в архитектурном бюро, затем был чертёжником Главного управления железных дорог Финляндии. Через год его повысили до главного архитектора, а в 1895 году он возглавил строительный отдел. По его проектам было построено множество станций, вокзалов, депо и других железнодорожных объектов. Гранхольм также спроектировал несколько других зданий, среди которых виллы и многоквартирные дома.
Бруно Гранхольм скончался 29 сентября 1930 года в Хельсинки.

## Семья
Его родителями были Лаура Гранхольм (урождённая Талльгрен; 1815—1889) и настоятель церкви Мюрскюле Йохан Гранхольм (1806—1880). Был женат на Марии Шарлотте Гранхольм (урождённой Фагерлунд). В браке родилась дочь Фрейдис Мария (1885—1969).

## Награды
В 1912 году Бруно Гранхольм был награждён орденом Святого Станислава 3-й степени.

## Работы
На стиль Гранхольма повлияла эпоха «национального романтизма». Его здания украшены резьбой и другими декоративными элементами, которые чётко отличают их от других подобных построек. Для работ Гранхольма характерны асимметрия, поперечные мансарды, различные по форме скаты кровли, фронтоны, шпили и окна.

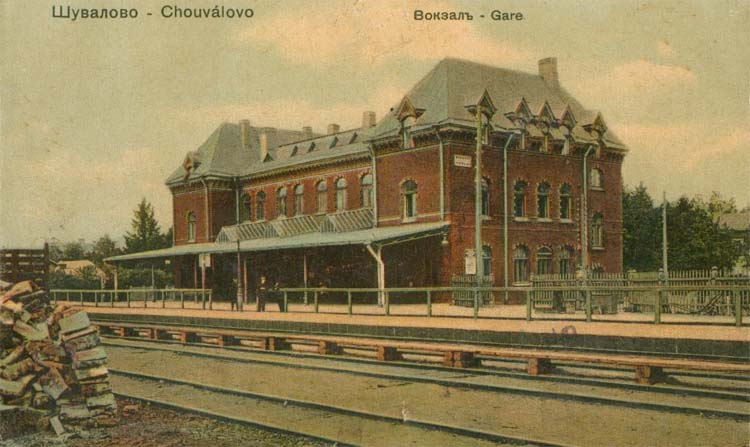
Здание станции Шувалово
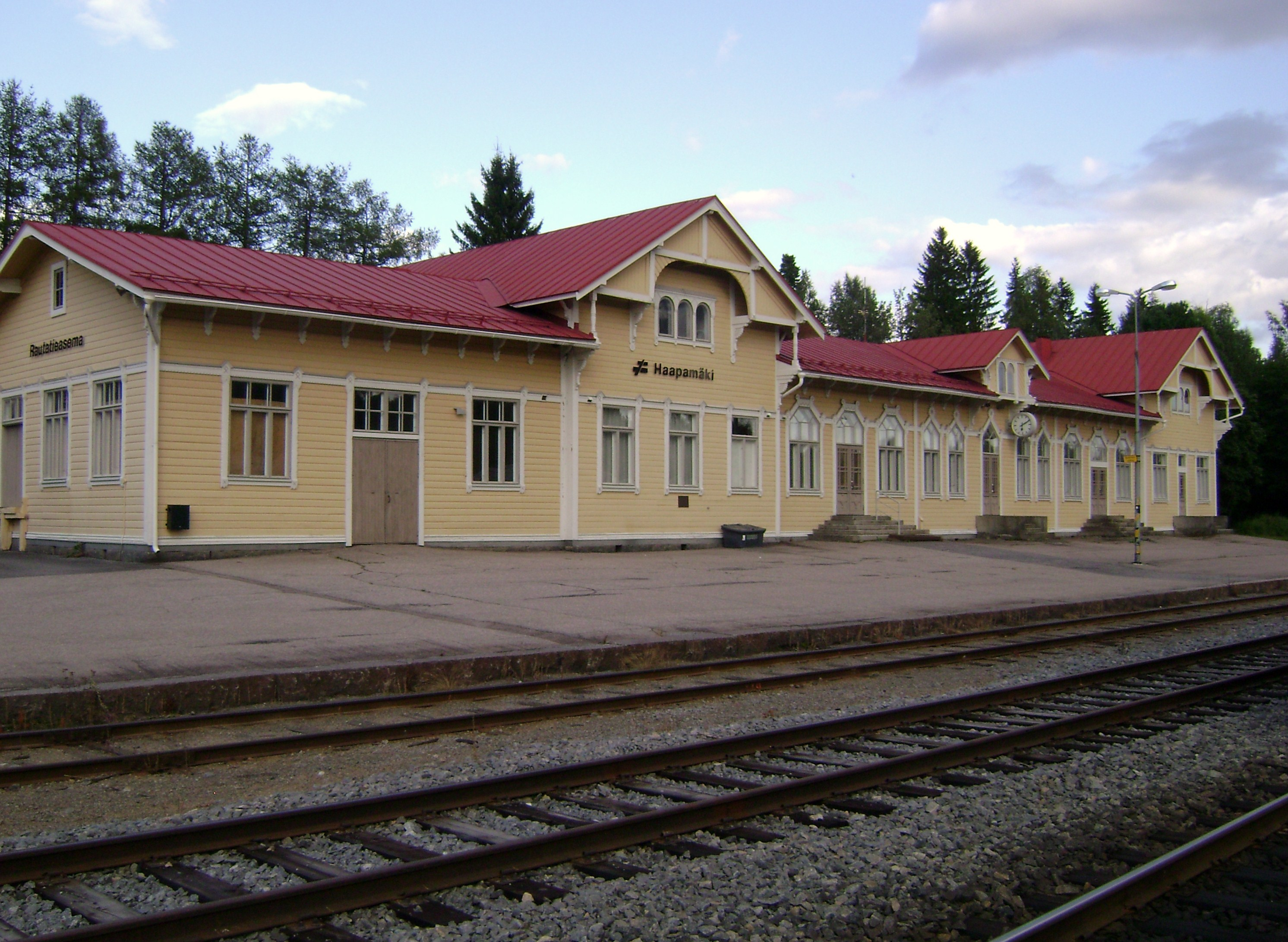
Здание станции в Хаапамяки
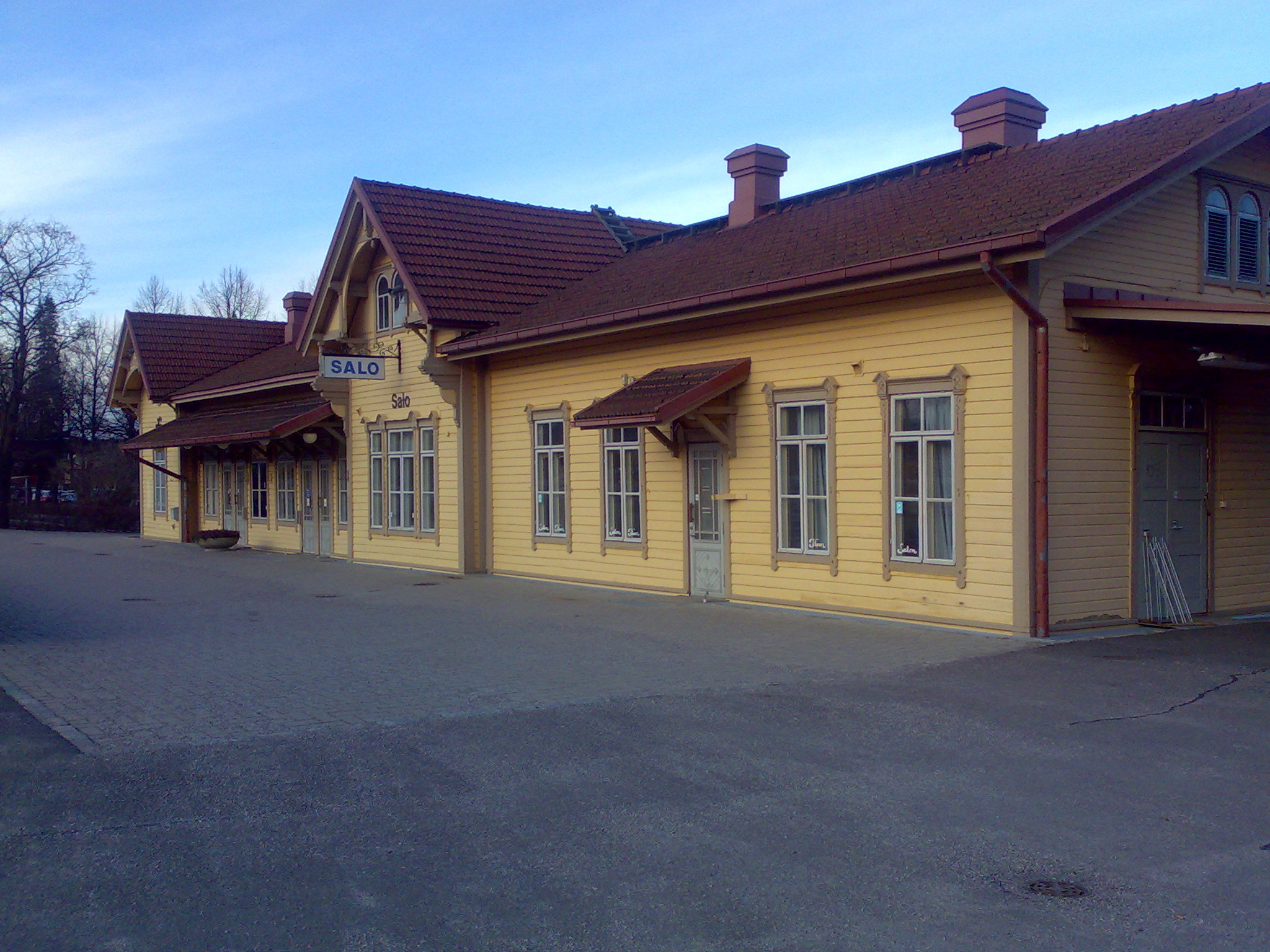
Здание станции в Сало
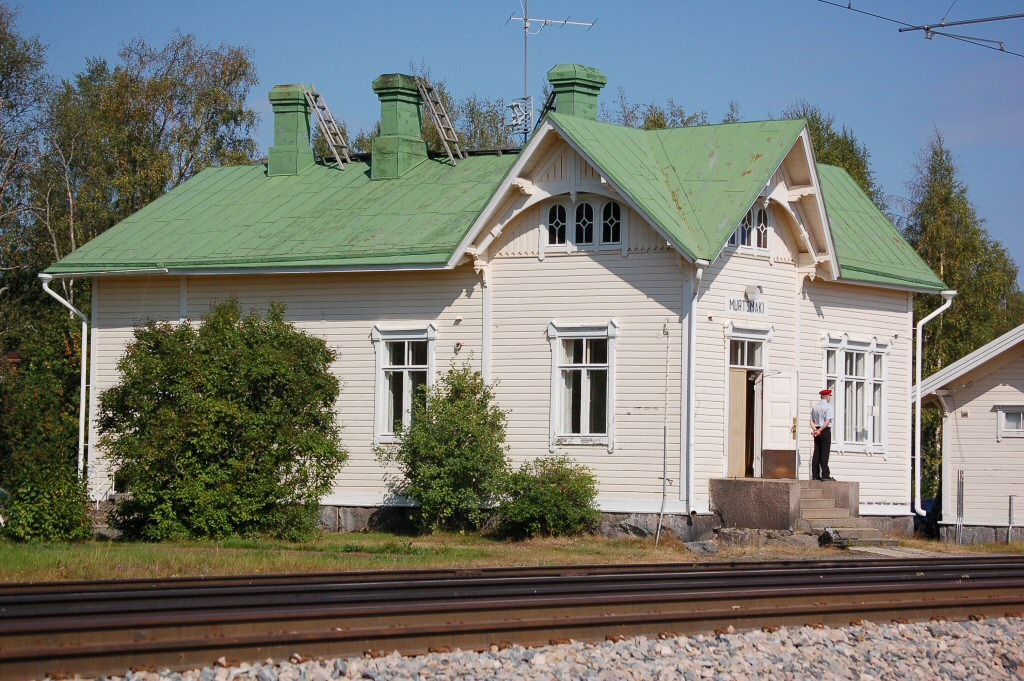
Здание станции Муртомяки[фин.]